# Lotnisko Pruszcz Gdański
Lotnisko Pruszcz Gdański – lotnisko poniemieckie w Pruszczu Gdańskim, rozbudowane w latach 50.
Powstało w l. 20 i było wykorzystywane do potrzeb lotnictwa sportowego. Po wybuchu II wojny światowej zostało rozbudowane przez Luftwaffe do celów militarnych. Prace budowlane realizowano z wykorzystaniem więźniów obozów koncentracyjnych, w głównej mierze Żydówek z podobozów Aussenarbeitslager Kochstedt bei Praust i Aussenarbeitslager Russotschin (zlokalizowanego w rejonie obecnego ronda przed Cieplewem i magazynu firmy Mercor). Kompleks lotniska był większy niż obecnie; współczesne ulice Emilii Plater i Gałczyńskiego mogły być dodatkowymi, awaryjnymi (zapasowymi) pasami startowymi lotniska.
Aktualnie droga startowa ma wymiary 2500 × 60 m. W roku 2004 proponowano przebudowę tego portu na lotnisko tanich linii lotniczych oraz zmianę regionalnej nazwy obecnie wojskowego lotniska na nową - uwzględniającą bliskość aglomeracji trójmiejskiej. Zaproponowano więc nazwę „Port Lotniczy Gdańsk (Pruszcz)".
Lotnisko jest obecnie użytkowane przez 49 Bazę Lotniczą oraz Aeroklub Gdański.
8 czerwca 2019, po 40 latach przerwy, odbyły się tutaj Mistrzostwa Polski Akrobacji Samolotowej i Szybowcowej. 